# 陈璐
陈璐（1984年—），女性，湖南长沙人，2006年参加工作，中华人民共和国政治人物。

## 生平
陈璐自2019年任常德市临澧县刻木山乡党委书记。因在脱贫攻坚战中作出突出贡献，2021年2月25日全国脱贫攻坚总结表彰大会上，陈璐被授予“全国脱贫攻坚先进个人”称号。现任津市人民政府副市长。